# Álvaro Madrid
Álvaro Alfredo Alejandro Madrid Gaete (* 5. April 1995 in Valparaíso) ist ein chilenischer Fußballspieler. Der Mittelfeldspieler ist seit Februar 2025 Nationalspieler.

## Karriere

### Verein
Álvaro Madrid kam 2012 aus der Jugend in die Profimannschaft bei Everton und etablierte sich 2014 als Stammspieler. In der Saison 2016/17 wurde er an Unión La Calera verliehen, kehrte danach zu Everton zurück.

### Nationalmannschaft
Im Februar 2025 debütierte er für die Nationalmannschaft beim Freundschaftsspiel gegen Panama, als er in der 57. Spielminute für Vicente Pizarro eingewechselt wurde.